# Gillo (Archäologie)

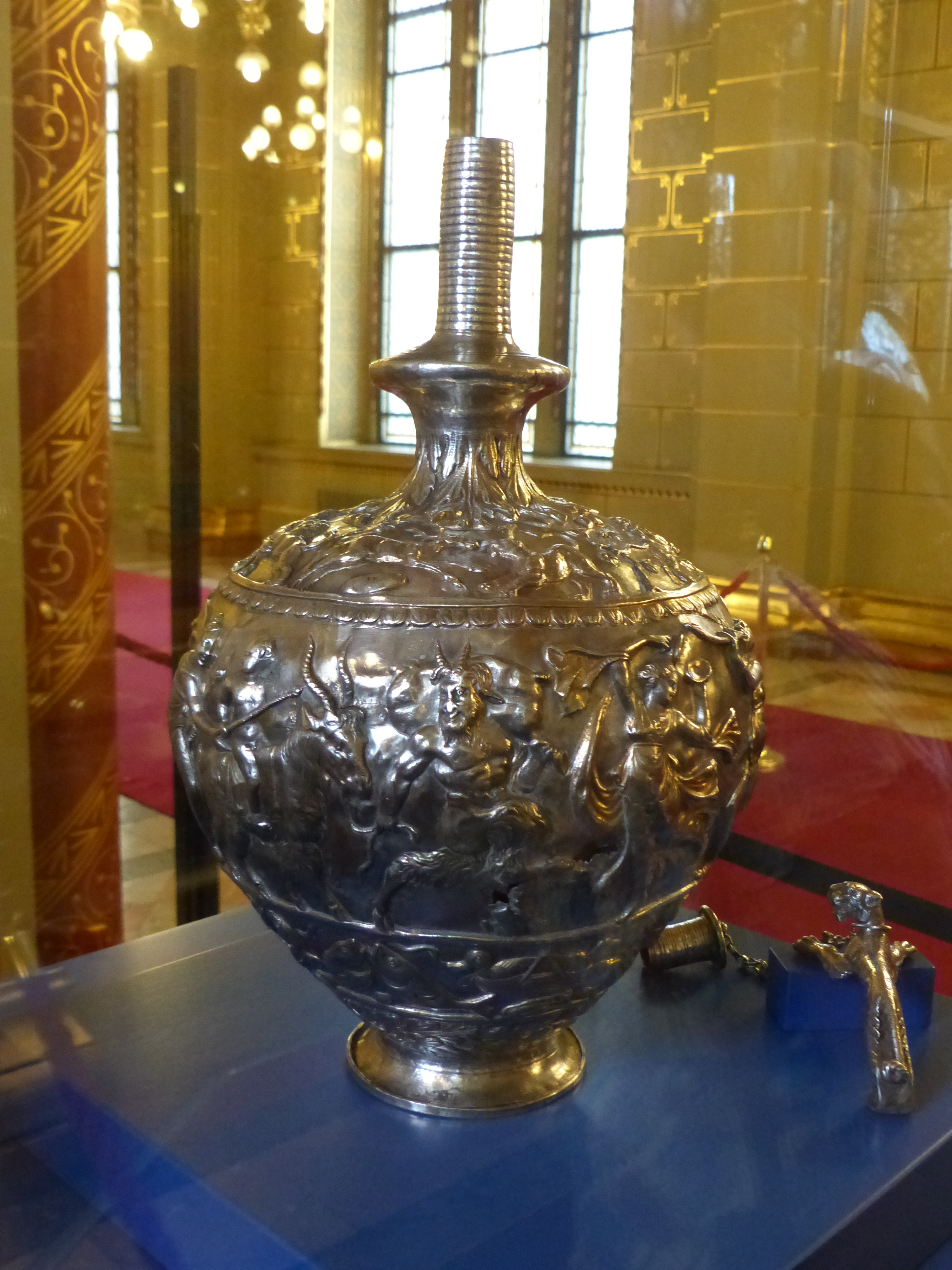
Gillo aus dem Seuso-Schatz.

Ein Gillo, auch Gello oder Gellunculus ist ein antikes Gefäß, das zum Kühlen von Wasser verwendet werden konnte.
In der antiken Literatur wird der Begriff sowohl für einen Kühlbehälter als auch für Wasser- und für Ölgefäße benutzt. In der archäologischen Forschung werden einige Gefäße mit engem Ausguss als Gillo identifiziert, so etwa ein Silbergefäß aus dem Seuso-Schatz.